# Elma (Washington)
Elma je grad u američkoj saveznoj državi Washington. Prema popisu stanovništva iz 2010. u njemu je živjelo 3.107 stanovnika.